# Teorema de Ptolomeo

Un cuadrilátero cumple con el Teorema de Ptolomeo si y solamente si es cíclico.

El teorema de Ptolomeo es una relación en geometría euclidiana entre los cuatro lados y las dos diagonales de un cuadrilátero cíclico. El teorema recibe su nombre del astrónomo y matemático griego Claudio Ptolomeo.
Si un cuadrilátero está dado por sus cuatro vértices A, B, C, D, el teorema afirma que:
{\displaystyle {\overline {AC}}\cdot {\overline {BD}}={\overline {AB}}\cdot {\overline {CD}}+{\overline {BC}}\cdot {\overline {AD}}}
Esta relación puede ser expresada de manera verbal de la siguiente forma:
| Teorema de Ptolomeo En todo cuadrilátero cíclico, la suma de los productos de los pares de lados opuestos es igual al producto de sus diagonales. Claudio Ptolomeo |

## Demostraciones

### Demostración geométrica
1. Sea ABCD un cuadrilátero cíclico.
2. Note que en el segmento BC, ángulos inscritos ∠BAC = ∠BDC, y en AB, ∠ADB = ∠ACB.
3. Ahora, por ángulos comunes △ABK es semejante a △DBC, y △ABD ∼ △KBC
4. Por lo tanto AK/AB = CD/BD, y CK/BC = DA/BD,
  1. Por lo tanto AK·BD = AB·CD, y CK·BD = BC·DA;
  2. Lo que implica AK·BD + CK·BD = AB·CD +BC·DA
  3. Es decir, (AK+CK)·BD = AB·CD + BC·DA;
  4. Pero AK+CK = AC, por lo tanto AC·BD = AB·CD + BC·DA; como se quería demostrar.

Note que la demostración es válida solo para cuadriláteros concíclicos simples. Si el cuadrilátero es complejo entonces K se encontrará fuera del segmento AC, y por lo tanto AK-CK=±AC, tal como se esperaba.
Existe una generalización de este teorema llamado el teorema de Casey, que involucra a cuatro circunferencias no secantes y tangentes interiores a una quinta.
El teorema de Ptolomeo se puede demostrar con métodos de inversión geométrica con respecto a cualquier vértice de un cuadrilátero.

## Ejemplo

La razón dorada se obtiene de la aplicación del teorema de Ptolomeo

Considérese un pentágono regular y la circunferencia circunscrita al mismo. En el cuadrilátero ABCD las diagonales son iguales al lado AD. El teorema de Ptolomeo arroja en este caso,
{\displaystyle b^{2}=ab+a^{2}.\ }
Dividiendo entre {\displaystyle a^{2}} se tiene
{\displaystyle {\frac {b^{2}}{a^{2}}}=1+{\frac {b}{a}}.\ }
Denotando con {\displaystyle \varphi } la razón b/a se obtiene {\displaystyle \varphi ^{2}=1+\varphi }, ecuación que coincide con la definición del número áureo.
{\displaystyle \varphi ={{1+{\sqrt {5}}} \over 2}}.